# Guarda Republicana Gabonesa
A Guarda Republicana Gabonesa (em francês:  Garde républicaine de gabonaises) é uma formação militar independente na República do Gabão responsável pela proteção de funcionários e edifícios do governo. É a unidade de segurança mais poderosa do Gabão e é responsável por garantir a segurança interna. É uma unidade subordinada diretamente à Gendarmaria Nacional.

## Descrição
A Guarda Republicana foi organizada como Guarda Presidencial de 1960 a 1995. O Presidente Omar Bongo recrutou membros do seu próprio grupo étnico para a Guarda Presidencial. A unidade emprega diariamente cerca de 750 pessoas para missões de segurança e 150 para missões normais. Desde a morte de Bongo em Junho de 2009, a Guarda Republicana começou a manter uma presença regular em todos os principais cruzamentos em Libreville e Bord de Mer, com conselheiros franceses presentes nos cruzamentos maiores. Tem contato estreito com a Força de Resposta da África Oriental do Comando dos Estados Unidos para a África.
No final de 2015, a Guarda Republicana adquiriu um Gulfstream G650 para transporte VIP.

### Intentona golpista
Em 2019, a Guarda Republicana esteve no centro de uma tentativa de golpe de Estado para derrubar o governo do presidente Ali Bongo. Oficiais militares liderados pelo tenente Kelly Ondo Obiang anunciaram que haviam deposto o presidente Bongo. Implantou veículos blindados como os MRAPs Nexter Aravis em toda a capital.
O golpe foi reprimido às 10h30, depois que o Grupo de Intervenção da Gendarmaria atacou a Radio Télévision Gabonaise, que era o quartel-general das forças pró-golpe.

## Comandantes
- Grégoire Kouna (até 2020)[8]
- Coronel Brice Clotaire Oligui Nguema (3 de março de 2020 – presente)[9]